# Bibliografia lui Michael Moorcock
Aceasta este bibliografia scriitorului american de fantasy și science fiction Michael Moorcock.

## Seria Eternal Champion
- The Eternal Champion (1970) – revizuit 1977
- The Sundered Worlds (1965) – aka The Blood Red Game (1970)
- Phoenix in Obsidian (1970) – aka The Silver Warriors (1973, SUA)

### von Beck
- The War Hound and the World's Pain (1981)
- The City in the Autumn Stars (1986)
- The Dragon in the Sword (1986)

##### Romane asociate
- The Brothel in Rosenstrasse (1982)

### History of the Runestaff / Hawkmoon
- The Jewel in the Skull (1967) – revizuit 1977
- The Mad God's Amulet (1969) – revizuit 1977, aka The Sorcerer's Amulet (1968, SUA)
- The Sword of the Dawn (1969) – revizuit 1977, aka Sword of the Dawn (1968, SUA)
- The Runestaff  (1969) – revizuit 1977, aka The Secret of the Runestaff (1969, SUA)

### Nomadul timpului
- The Warlord of the Air (1971, SUA) – aka The War Lord of the Air (1971, ediție cenzurată în Marea Britanie și restaurată pentru seria „Nomadul timpului”)

ro. Amiralul văzduhului - editura Aldo Press 1995, traducere Mihnea Columbeanu
- The Land Leviathan (1974)

ro. Leviatanul terestru - editura Aldo Press 1995
- The Steel Tsar (1981) – revizuită succesiv pentru seria „Nomadul timpului”

### Elric

#### Saga originală
- Elric of Melniboné (1972) – aka The Dreaming City (1972, SUA, ediție neautorizată)
- The Sailor on the Seas of Fate (1976)
- The Weird of the White Wolf (1977) – culegere de povestiri
- The Sleeping Sorceress (1971) – aka The Vanishing Tower (1977)
- The Bane of the Black Sword (1977) – culegere de povestiri
- Stormbringer (1965) – revizuit 1978

#### Romane recente
- The Fortress of the Pearl (1989)
- The Revenge of the Rose (1991)

#### Dreamquest / Oona von Bek
- The Dreamthief's Daughter (2001)
- The Skrayling Tree (2003)
- The White Wolf's Son (2005)

#### Culegeri de povestiri
- Elric at the End of Time (1984)
- Michael Moorcock’s Elric: Tales of the White Wolf (1994)
- Pawns of Chaos: Tales of the Eternal Champion (1996)

#### Nuvele grafice
- Michael Moorcock's Multiverse (1999) – cu Walt Simonson și John Ridgway
- Elric: Making of a Sorcerer (2007) – cu Walt Simonson

### The Roads Between the Worlds
- The Wrecks of Time (1967) (SUA, ediție cenzurată) – aka The Rituals of Infinity (1971) (Marea  Britanie, ediție necenzurată)
- The Fireclown (1965) – aka The Winds of Limbo (1969)
- The Twilight Man (1965) – aka The Shores of Death (1970)

### Corum

#### Swords / The Coming of Chaos
- The Knight of the Swords (1971)
- The Queen of the Swords (1971)
- The King of the Swords (1971)

#### Prince with the Silver Hand
- The Bull and the Spear (1973)
- The Oak and the Ram (1973)
- The Sword and the Stallion (1974)

### Sailing to Utopia
- The Ice Schooner (1969) – revizuit 1977, 1986

ro. Schoonerul gheții - editura Multistar 1994
- The Black Corridor (1969) – cu Hilary Bailey
- The Distant Suns (1975) – cu James Cawthorn, sub pseudonimul Phillip James

### Warrior of Mars / Kane of Old Mars – sub pseudonimul Edward P. Bradbury
- Wariors of Mars (1965) – aka City of the Beast (1970)
- Blades of Mars (1965) – aka Lord of the Spiders (1971)
- Barbarians of Mars (1965) – aka Masters of the Pit (1971)

### Dancers at the End of Time
- An Alien Heat (1972)
- The Hollow Lands (1975)
- The End of All Songs (1976)

### The Chronicles of Castle Brass
- Count Brass (1973)
- The Champion of Garathorm (1973)
- The Quest for Tanelorn (1975)

### Jerry Cornelius

#### The Cornelius Quartet
- The Final Programme (1968) – cenzurat în SUA, revizuit 1979
- A Cure for Cancer (1971) – revizuit 1979
- The English Assassin (1972) – revizuit 1979
- The Condition of Muzak (1977)

#### A Cornelius Calendar
- The Entropy Tango (1981)
- The Great Rock 'n' Roll Swindle (1980)
- The Alchemist Question (1984)
- Firing the Cathedral (2002)

#### Romane asociate
- The Adventures of Una Persson and Catherine Cornelius in the Twentieth Century (1976)
- Doctor Who: The Coming of the Terraphiles (2010)

### Second Ether
- Blood: A Southern Fantasy (1995)
- Fabulous Harbours (1995) – culegere de povestiri, aka Fabulous Harbors (1995, SUA)
- The War Amongst the Angels (1996)

## Seria Between the Wars / Cvartetul Pyat
- Byzantium Endures (1981) – cenzurat în SUA
- The Laughter of Carthage (1984)
- Jerusalem Commands (1992)
- The Vengeance of Rome (2006)

## Alte romane
- The LSD Dossier (1966) – sub pseudonimul Roger Harris
- Somewhere in the Night (1966) – aka The Chinese Agent (1970), sub pseudonimul Bill Barclay
- Printer's Devil (1966) – aka The Russian Intelligence (1980), sub pseudonimul Bill Barclay
- Behold the Man (1969)
- Breakfast in the Ruins (1971)
- The Transformation of Miss Mavis Ming (1977) – aka A Messiah at the End of Time (1977, SUA) și Constant Fire (1993, ediție revizuită)
- Gloriana or The Unfulfill’d Queen (1978) – revizuit 1993
- The Golden Barge (1979)
- Mother London (1988)
- King of the City (2000)
- Silverheart (2000) – cu Storm Constantine

## Alte culegeri de povestiri și antologii
- The Stealer of Souls (1963)
- The Deep Fix (1966) - sub pseudonimul James Colvin
- The Time Dweller (1969)
- The Singing Citadel (1970)
- The Nature of the Catastrophe (1971) - antologie, povestiri de Moorcock și alți autori
- Legends from the End of Time (1976)
- Moorcock's Book of Martyrs (1976) - aka Dying For Tomorrow (1976, SUA)
- The Lives and Times of Jerry Cornelius (1976) - revizuită 1987, 2003
- Sojan (1977)
- My Experiences in the Third World War (1980)
- The Opium General and Other Stories (1984)
- Casablanca (1989)
- The New Nature of the Catastrophe (1993) - antologie, povestiri de Moorcock și alți autori (revizuită după ediția din 1971)
- Lunching with the Antichrist (1995)
- Tales from the Texas Woods (1997)
- London Bone (2001)
- The Metatemporal Detective (2007)
- Elric: The Stealer of Souls (2008)
- Elric: To Rescue Tanelorn (2008)
- Elric: The Sleeping Sorceress (2008)
- Elric: Duke Elric (2009)
- The Best of Michael Moorcock (2009)
- Elric: In the Dream Realms (2009)
- Elric: Swords and Roses (2010)
- Modem Times 2.0 (2011) *Due January 2011*

## Antologii editate
- The Best of New Worlds (1965)
- Best s.f. stories from new worlds (1967)
- Best stories from new worlds II (1968)
- Best SF Stories from New Worlds 3 (1968)
- The Traps of Time (1968)
- Best SF Stories from New Worlds 4 (1969)
- Best SF Stories from New Worlds 5 (1969)
- The Inner Landscape (1969)
- Best SF Stories from New Worlds 6 (1970)
- Best SF Stories from New Worlds 7 (1971)
- Best SF Stories from New Worlds 8 (1974)
- Before Armageddon (1975)
- England Invaded (1977)
- New Worlds: An Anthology (1983, revizuită 2004)

## BD
- The Dreaming City (de Roy Thomas și P. Craig Russell, Epic Comics, paperback, Marvel Graphic Novel #2, Marvel Comics, 1982)
- Elric (de Roy Thomas, P. Craig Russell și Michael T. Gilbert, mini-serie de 6 numere, Pacific Comics, 1983-1984)
- Elric: Stormbringer (P. Craig Russell, ediție limitată de 7 numere, 1997, paperback, Dark Horse Comics, 224 pag., 1998, ISBN 1-56971-336-7) [1]
- Michael Moorcock's Multiverse (1997-1998), Helix (paperback, Vertigo, 288 pag., noiembrie 1999, ISBN 978-1563895166)
- Elric: The Making of a Sorcerer (de Michael Moorcock și Walter Simonson, 208 pag., DC Comics, iulie 2007, ISBN 1401213340)[2]
- Blitz Kid (2002) - cu Walter Simonson, în 9/11: The World's Finest Comic Book Writers and Artists Tell Stories To Remember
- Tom Strong Book 6 (2006)
- Elric: The Making of a Sorcerer (2006) - cu Walter Simonson

## Non-ficțiune
- Letters from Hollywood (1986)
- Wizardry and Wild Romance (1987)
  - Wizardry and Wild Romance: A Study of Epic Fantasy (2004) - "adusă la zi și revizuită pentru publicarea în MonkeyBrain Books"
- Fantasy: The 100 Best Books - în colaborare cu James Cawthorn (Carroll & Graf 1988)
- Death Is No Obstacle - în colaborare cu Colin Greenland (1992)

## Eseuri
- Epic Pooh (1978)

## Înregistrări
- Cultösaurus Erectus (1980)
- Mirrors (album) (1979)
- Warrior on the Edge of Time (1975)
- Lucky Leif and the Longships (1975)